# Calle Simpson (línea White Plains Road)
Calle Simpson es una estación en la línea White Plains Road del Metro de Nueva York de la división A del Interborough Rapid Transit Company (IRT). Se encuentra localizada en Longwood, Bronx entre la Calle Simpson y la Avenida Westchester. La estación es utilizada por los servicios  y 